# Shkolni (Tijoretsk, Krasnodar)
Shkolni (del ruso: Школьный) es una jútor del raión de Tijoretsk del krai de Krasnodar, en Rusia. Está situada en las llanuras de Kubán-Priazov, en la orilla izquierda del Chelbas, frente a Krasnoktiábrskaya, 7 km al sureste de Tijoretsk y 120 km al nordeste de Krasnodar, la capital del krai. Tenía 104 habitantes en 2010.
Pertenece al municipio Alekséyevskoye.